# Sportåret 1935

## Händelser

### Amerikansk fotboll
- Detroit Lions besegrar New York Giants med 26 - 7 i NFLfinalen.

### Bandy
- 3 mars - IF Göta, Karlstad vinner SM-finalen mot Västerås SK med 5–2 på Tingvalla IP i Karlstad.[1][2]

### Baseboll
- 7 oktober - American League-mästarna Detroit Tigers vinner World Series med 4-2 i matcher över National League-mästarna Chicago Cubs.[3]

### Basket
- 4 maj - Lettland vinner herrarnas Europamästerskap i Genève genom att finalslå Spanien med 24-18.[4]

### Boxning
- James J Braddock besegrar Max Baer och blir ny världsmästare i tungvikt.

### Cykel
- Jean Aerts, Belgien vinner landsvägsloppet vid VM.
- Romain Maes, Belgien vinner  Tour de France
- Vasco Bergamaschi, Italien vinner Giro d'Italia
- Gustaaf Deloor, Belgien vinner Vuelta a España.

### Fotboll
- 27 januari – Uruguay vinner sydamerikanska mästerskapet i Lima före Argentina och Peru.[5]
- 27 april - Sheffield Wednesday FC vinner FA-cupfinalen mot West Bromwich Albion FC med 4-2 på Wembley Stadium.[6]
- Okänt datum – Sevilla FC vinner Copa del Rey.
- Okänt datum – Rangers FC vinner skotska cupen.
- Okänt datum – Olympique de Marseille vinner franska cupen.

#### Ligasegrare / resp lands mästare
- 10 juni - IFK Göteborg vinner Allsvenskan för första gången.
- Okänt datum – B 93 vinner danska mästerskapen
- Okänt datum – Arsenal FC vinner engelska ligan
- Okänt datum – Rangers FC vinner skotska ligan.
- Okänt datum – PSV Eindhoven blir nederländska mästare.
- Okänt datum – Royale Union Saint-Gilloise blir belgiska mästare.
- Okänt datum – FC Schalke 04 blir tyska mästare.
- Okänt datum – Juventus FC blir italienska mästare.
- Okänt datum – Real Betis, Sevilla blir spanska mästare.
- Okänt datum – FC Sochaux blir franska mästare.

### Friidrott
- 27 september – Första SM i orientering, Skinnskatteberg, 200 deltagare, vinnare Arvid Kjellström klubb Stigfinnarna
- 31 december - Nestor Gomes vinner Sylvesterloppet i São Paulo.[7]
- John A. Kelley, USA vinner Boston Marathon.[8]

### Golf

#### Herrar
- Ryder Cup: USA besegrar Storbritannien med 9 – 3.

##### Majorstävlingar
- British Open vinns av Alf Perry, Storbritannien.
- US Open vinns av Sam Parks, USA.
- PGA Championship vinns av Johnny Revolta, USA.
- The Masters vinns av Gene Sarazen, USA.

### Handboll
- 18 mars  - Sverige spelar sin första herrlandskamp i handboll inomhus i Köpenhamn och vinner med 18-12 mot Danmark.[9] Matchen är den första inomhuslandskampen i handboll någonsin.[10]
- 2 juni - Danska handbollsförbundet bildas.[11]

### Ishockey
- 20 januari - Nederländerna[12] och Norge inträder i IIHF.[13]
- 27 januari - Kanada vinner världsmästerskapet i Davos före Schweiz och Storbritannien. Schweiz blir Europamästare före Storbritannien.[14]
- 17 februari - Estland inträder i IIHF.[15]
- 22 mars - AIK blir svenska mästare efter finalvinst mot Hammarby IF med 2-1 i Lindarängens ispalats.[16]
- 9 april - Stanley Cup vinns av Montreal Maroons genom att i slutspelet besegra Toronto Maple Leafs med 3–0 i matcher.[17]

### Konståkning

#### VM
- Herrar: Karl Schäfer, Österrike
- Damer: Sonia Henie, Norge
  - Vivi-Anne Hultén, Sverige blir bronsmedaljör
- Paråkning: Emelie Rotter & László Szollás, Ungern

#### EM
- Herrar: Karl Schäfer, Österrike
- Damer: Sonia Henie, Norge
- Paråkning: Maxie Herber & Ernst Baier, Tyskland

### Motorsport
- 30 maj – Kelly Petillo vinner Indianapolis 500 på Gilmore Speedway Special Wetteroth-Offenhauser med tiden 4:42:22.77.[18]
- Tysken Rudolf Caracciola vinner europamästerskapet för Grand Prix-förare.
- Britterna Johnny Hindmarsh och Luis Fontés vinner Le Mans 24-timmars med en Lagonda M45 Rapide.

### Skidor, alpina grenar

#### VM

##### Herrar
- - Slalom
- 1 Anton Seelos, Österrike
- 2 David Zogg, Schweiz
- 3 François Vignole, Frankrike
- 3 Friedl Pfeiffer, Österrike

- - Störtlopp
- 1 Franz Zingerle, Österrike
- 2 Émile Allais, Frankrike
- 3 Willi Steuri, Schweiz

- - Kombination
- 1 Anton Seelos, Österrike
- 2 Émile Allais, Frankrike
- 3 Birger Ruud, Norge (backhoppare!)

##### Damer
- - Slalom
- 1 Anni Rüegg, Schweiz
- 2 Christl Cranz, Tyskland
- 3 Käthe Rasegger, Tyskland

- - Störtlopp
- 1 Christl Cranz, Tyskland
- 2 Hady Pfeiffer-Lantschner, Österrike
- 3 Anni Rüegg, Schweiz

- - Kombination
- 1 Christl Cranz, Tyskland
- 2 Anni Rüegg, Schweiz
- 3 Käthe Rasegger, Tyskland

### Skidor, nordiska grenar
- 3 mars - Arthur Häggblad, IFK Umeå vinner Vasaloppet.[19]

#### VM
- - 18 km
- 1 Klaes Karppinen, Finland
- 2 Oddbjörn Hagen, Norge
- 3 Olaf Hoffsbakken, Norge
- 5 Martin Matsbo, Sverige
  - 50 km
- 1 Nils Englund, Sverige
- 2 Klaes Karppinen, Finland
- 3 Sverre Brodahl, Norge
- 6 Martin Matsbo, Sverige
  - Stafett 4 x 10 km
- 1 Finland (Mikko Husu, Klaes Karppinen, Väinö Liikkanen & Sulo Nurmela)
- 2 Norge (Sverre Brodahl, Bjarne Iversen, Olaf Hoffsbakken & Oddbjörn Hagen)
- 3 Sverige (Halvar Moritz, Erik Larsson, Martin Matsbo & Nils Englund)
  - Backhoppning
- 1 Birger Ruud, Norge
- 2 Reidar Andersen, Norge
- 3 Alf Andersen, Norge
  - Nordisk kombination
- 1 Oddbjørn Hagen, Norge
- 2 Lauri Valonen, Finland
- 3 Willy Bogner, Tyskland

#### SM

##### Herrar
- 15 km vinns av Arthur Häggblad, IFK Umeå. Lagtävlingen vinns av IFK Umeå.
- 30 km vinns av Lars Theodor Jonsson, Ragunda IF. Lagtävlingen vinns av IFK Umeå.
- 50 km vinns av Alfred Lif, Orsa IF.  Lagtävlingen vinns av Orsa IF.
- Stafett 3 x 10 km vinns av IFK Umeå med laget Thule Persson, Gustaf Jonsson och Arthur Häggblad
- Backhoppning vinns av Sven Eriksson, Selångers SK. Lagtävlingen vinns av Djurgårdens IF.
- Nordisk kombination vinns av Harald Hedjersson, Djurgårdens IF. Lagtävlingen vinns av Grycksbo IF .

##### Damer
- 10 km vinns av Sigrid Nilsson-Vikström, Trångsvikens IF.

### Tennis

#### Herrar
- 30 juli - Storbritannien vinner International Lawn Tennis Challenge genom att finalbesegra USA med 5-0 i Wimbledon.[20]

##### Tennisens Grand Slam
- Australiska öppna - Jack Crawford, Australien
- Wimbledon - Fred Perry, Storbritannien
- US Open – Wilmer Allison, USA

#### Damer

##### Tennisens Grand Slam
- Australiska öppna - Dorothy Round Little, Storbritannien
- Wimbledon – Helen Wills Moody, USA.
- US Open – Helen Jacobs, USA

### Travsport
- Travderbyt körs på Solvalla travbana utanför Stockholm. Segrare blir det svenska stoet Princess Hollyrood (SE) e. Hollyrood Son (US) – Princess Kate (US) e. Guy Axworthy (US). Kilometertid:1.30,8 Körsven: Oscar Persson
- Travkriteriet vinns av det svenska stoet  Kickan (SE) e. Lee Kelly (US) – Princess Affleck (US) e. Peter The Great (US).

## Rekord

### Friidrott
- 31 mars – Fushashige Suzuki, Japan förbättrar världsrekordet i maraton, herrar till 2:27.49
- 3 april – Yashuo Ikenaka, Japan förbättrar världsrekordet i maraton, herrar till 2:26.44
- 28 april – Willi Schröder, Tyskland förbättrar världsrekordet i diskus, herrar till 53,10
- 25 maj – Jesse Owens, USA förbättrar världsrekordet i längdhopp, herrar till 8,13
- 1 juni – Helen Stephens, USA förbättrar världsrekordet i 200 m, damer till 24,4
- 1 juni – Keith Brown, USA förbättrar världsrekordet i stavhopp, herrar till 4,39
- 2 juni – Gisela Mauermayer, Tyskland förbättrar världsrekordet i diskus, damer till 44,34
- 4 juni – Gisela Mauermayer, Tyskland förbättrar världsrekordet i diskus, damer till 44,76
- 8 juni – Helen Stephens, USA förbättrar världsrekordet i 100 m, damer till 11,6
- 23 juni – Gisela Mauermayer, Tyskland förbättrar världsrekordet i diskus, damer till 45,53
- 29 juni – Gisela Mauermayer, Tyskland förbättrar världsrekordet i diskus, damer till 46,10
- 2 augusti – Alvin Moreau, USA tangerar världsrekordet i 119 m häck, herrar med 14,2
- 4 augusti – Stanislawa Walasiewicz, Polen förbättrar världsrekordet i 200 m, damer till 23,6
- 10 augusti – Nellie Halstead, Storbritannien förbättrar världsrekordet i 800 m, damer till 2.15,6
- 15 augusti – Stanislawa Walasiewicz, Polen tangerar världsrekordet i 200 m, damer med 23,6
- 25 augusti – Gisela Mauermayer, Tyskland förbättrar världsrekordet i diskus, damer till 37,12
- 3 november – Kitei Son, Japan förbättrar världsrekordet i maraton, herrar till 2:26.42
- 14 december – Jack Metcalfe, Australien förbättrar världsrekordet i trestegshopp, herrar till 15,78

## Evenemang
- VM i cykelsport anordnas i Florette, Belgien.
- VM i ishockey anordnas i Davos, Schweiz.
- VM i konståkning för herrar anordnas i Budapest, Ungern.
- VM i konståkning för damer anordnas i Wien, Österrike.
- VM i konståkning för par anordnas i Budapest, Ungern.
- VM i skidor, alpina grenar anordnas i Mürren, Schweiz
- VM i skidor, nordiska grenar anordnas i Vysoké Tatry, Tjeckoslovakien
- EM i konståkning anordnas i Sankt Moritz, Schweiz.

## Födda
- 4 januari - Floyd Patterson, amerikansk boxare.
- 14 februari - Mickey Wright, amerikansk golfspelare.
- 19 mars - Janne Stefansson, svensk längdåkare
- 21 mars - Brian Clough, engelsk fotbollsspelare och manager.
- 29 april – Gundi Busch-Johansson, tysk-svensk konståkare och tränare.
- 2 maj - Luis Suárez, spansk fotbollsspelare och -tränare.
- 8 maj – Jack Charlton, brittisk fotbollsspelare och –tränare.
- 21 juni – Agnes Simon, ungersk-nederländsk-tysk bordtennisspelare.
- 18 juli - Tenley Albright, amerikansk konståkare
- 20 september - Orlando, brasiliansk fotbollsspelare.
- 2 oktober - Omar Sivori, argentinsk fotbollsspelare.
- 15 oktober – Bobby Morrow, amerikansk friidrottare, sprinter.
- 19 oktober - Agne Simonsson, svensk fotbollsspelare.
- 1 november - Gary Player, sydafrikansk professionell golfspelare.
- 17 november - Toni Sailer, österrikisk utförsåkare.
- 16 december - Nelson Pesoa, brasiliansk ryttare.

## Avlidna
- 10 januari – Edwin Flack, australisk medeldistanslöpare, två OS-guld.
- 17 december – Alf Svensén, svensk gymnast, ett OS-guld.

## Övrigt
1945 vann Detroit Lions NFL, Detroit Tigers MLB och 1935 vann Detroit Red Wings NHL. Inom en tidsperiod av 12 månader presterade lag från Detroit segrar i samtliga de tre stora proffsligonra i Nordamerika, något som ännu ingen ort har lyckats återupprepa.

### Fotnoter
1. ↑  Erik Jonsson (3 mars 1935). ”1930–1939”. Svenska Bandyförbundet. Arkiverad från originalet den 15 februari 2015. https://web.archive.org/web/20150215054718/http://www.svenskbandy.se/BANDYFINALEN/HISTORIK/Svenskamastare/Herrar/1930-1939/. Läst 18 mars 2020.
2. ↑  ”Västerås Sportklubbs SM-finaler i bandy”. VSK Forum. http://www.vskforum.com/vsk.nu/SM-finallag.html. Läst 21 juli 2011.
3. ↑  ”1935 World Series” (på engelska). Baseball-Reference.com. http://www.baseball-reference.com/postseason/1935_WS.shtml. Läst 16 juli 2015.
4. ↑  ”Sport Statistics”. Arkiverad från originalet den 5 mars 2016. https://web.archive.org/web/20160305034552/http://www.todor66.com/basketball/Europe/Men_1935.html. Läst 24 augusti 2011.
5. ↑  ”South American Championship 1935” (på engelska). RSSSF. http://www.rsssf.com/tables/35safull.html. Läst 16 augusti 2011.
6. ↑  ”England FA Challenge Cup 1934-1935” (på engelska). RSSSF. http://www.rsssf.com/tablese/engcup1935.html. Läst 19 augusti 2012.
7. ↑  ”1930” (på portugisiska). Sylvesterloppet. Arkiverad från originalet den 1 mars 2014. https://web.archive.org/web/20140301041020/http://www.saosilvestre.com.br/1930. Läst 19 augusti 2012.
8. ↑  ”Boston Marathon”. Arkiverad från originalet den 27 april 2015. https://web.archive.org/web/20150427035419/http://www.baa.org/races/boston-marathon/boston-marathon-history/past-champions/past-mens-open-champions.aspx. Läst 9 april 2011.
9. ↑  Gustafsson, Stig. Bollsportens först och störst. Forum
10. ↑  ”11 Man Team Handball in Finland”. http://users.abo.fi/jbacklun/outaspace.htm#1928. Läst 23 augusti 2011.
11. ↑  ”Dansk Håndbold Förbund”. http://www.dhf.dk/DHF/Om-DHF/Historie-og-resultater/Dansk-h%C3%A5ndbolds-historie.aspx. Läst 23 augusti 2011.
12. ↑  ”Netherlands” (på engelska). International Ice Hockey Federation. 20 januari 1935. https://www.iihf.com/en/associations/1353/netherlands. Läst 21 augusti 2011.
13. ↑  ”Norway” (på engelska). International Ice Hockey Federation. 20 januari 1935. https://www.iihf.com/en/associations/1355/norway. Läst 21 augusti 2011.
14. ↑  ”Championnats du monde 1935” (på franska). Hockeyarchives. 27 januari 1935. https://www.hockeyarchives.info/mondial1935.htm. Läst 15 augusti 2011.
15. ↑  ”Estonia” (på engelska). International Ice Hockey Federation. 17 februari 1935. https://www.iihf.com/en/associations/340/estonia. Läst 21 augusti 2011.
16. ↑  ”Championnat de Suède 1934/35”. Hockeyarchivesspråk=franska. 22 mars 1935. https://www.hockeyarchives.info/Suede1935.htm. Läst 15 augusti 2011.
17. ↑  ”NHL 1934/35” (på franska). Hockey Archives. https://www.hockeyarchives.info/NHL1935.htm. Läst 23 mars 2020.
18. ↑  Race results Arkiverad 6 december 2010 hämtat från the Wayback Machine. (via Indianapolis Star)
19. ↑  ”Historiska segrare”. Vasaloppet. Arkiverad från originalet den 22 mars 2020. https://web.archive.org/web/20200322121012/https://www.vasaloppet.se/wp-content/uploads/sites/1/2019/09/historiska_segrare_vasaloppet_sve_2019-09-18.pdf. Läst 5 september 2011.
20. ↑  ”Davis Cup”. http://www.daviscup.com/en/results/tie/details.aspx?tieId=10003715. Läst 20 augusti 2011.